# Lomflyet
Lomflyet är en sjö i Ludvika kommun i Dalarna och ingår i Göta älvs huvudavrinningsområde. Sjöns area är 0,01 kvadratkilometer och den befinner sig 300 meter över havet.